# Two of Us (The Beatles)
Two of Us is een nummer van The Beatles, en is het openingslied van het album Let It Be. Het is geschreven door McCartney, en is zoals gebruikelijk toegeschreven aan Lennon-McCartney.

## Ontstaan
Two of Us heette oorspronkelijk On Our Way Home. McCartney schreef dit door folkmuziek geïnspireerde nummer tijdens een roadtrip door het Engelse platteland. Samen met Linda en hun herdershond Martha reed hij in zijn Aston Martin zonder enige vaststaande bestemming.

## Compositie en beschrijving
De intro van de oorspronkelijke albumversie werd toegevoegd door producer Phil Spector. Lennon zegt hier schertsend "'I dig a pygmy' by Charles Hawtrey and the deaf-aids! Phase one, in which Doris get her oats!" Dan volgt het hoofdgedeelte in folkstijl. Tijdens de outro fluit Lennon een deuntje dat doet denken aan Hello, Goodbye van het album Magical Mystery Tour.
Tijdens de eerste repetities van Two of Us werd er een snellere versie van het nummer gespeeld. Door de typische rock-groove van Starr, met slagen op de snaredrum op de tweede en vierde tel van de maat, en de elektrische gitaar van Lennon, was de stijl eerder rock dan folk te noemen. De versie die uiteindelijk op het album terechtkwam, werd met akoestische gitaren ingespeeld. Starr gebruikte voor het grote deel van het nummer enkel zijn bassdrum.
Hoewel het nummer ontstaan is als een mijmering over de roadtrip van de McCartney's, gaat het niet enkel over de relatie tussen Linda en Paul McCartney. De zinsnede "you and me chasing paper, getting nowhere" ('jij en ik die papier achternajagen maar (er) nergens mee geraken') is wellicht een verwijzing naar de contractuele moeilijkheden van The Beatles die uiteindelijk in een rechtszaak zouden eindigen. You Never Give Me Your Money, een andere compositie van McCartney van het voorgaande album Abbey Road, verwijst ook naar hun contract met de woorden 'funny paper' ('gek papier'). Andere stukken doen vermoeden dat McCartney zijn ondertussen verzuurde relatie met Lennon ook in gedachten had.
Tussen twee opnames van Two of Us door op 24 januari 1969 begon de band spontaan een eigen versie van volkslied Maggie Mae te spelen. Dit lied kwam ook terecht op het album. De versie van Two of Us van die dag is niet terug te vinden op Let It Be, maar verscheen wel in 1996 op Anthology 3.
Een film is in 2000 gemaakt door Michael Lindsay-Hogg, regisseur van onder ander de Let It Be-film, over een fictieve ontmoeting tussen McCartney en Lennon in het appartement van die laatste in het Dakota-gebouw in New York in 1976 alwaar ze een mogelijke reünie van The Beatles bespraken. De film heet Two of Us, maar het nummer wordt niet afgespeeld of vermeld. Sterker nog, geen enkel Beatles-nummer wordt afgespeeld in de film.

## Muzikanten
Bezetting volgens Ian MacDonald
- Paul McCartney – zang, akoestische gitaar
- John Lennon – zang, akoestische gitaar
- George Harrison – leadgitaar
- Ringo Starr – drums

## Covers
- Boney M. coverde het nummer op hun album Oceans of Fantasy uit 1979.
- Aimee Mann en Michael Penn maakten een versie voor de film I Am Sam uit 2001.
- Kenny Loggins name een versie op voor zijn album uit 2009, All Join In.
- Milow zong een live-versie van het nummer met Priscilla Ahn, onder andere in het Hotel Café te Los Angeles.[4]